# Rivière Saint-Jean Sud
Pour les articles homonymes, voir Rivière Saint-Jean.
La rivière Saint-Jean Sud coule dans les monts Chic-Chocs (faisant partie des Monts Notre-Dame), dans la région administrative de la Gaspésie-Îles-de-la-Madeleine, au Québec, au Canada. Cette rivière traverse les municipalités régionales de comté de :
- MRC Le Rocher-Percé : dans le  canton "De Vondenvelden" dans le territoire non organisé du Mont-Alexandre ;
- MRC La Côte-de-Gaspé : dans le canton de Sirois dans le territoire non organisé de Rivière-Saint-Jean.

La "rivière Saint-Jean Sud" est un affluent de la rivière Saint-Jean (Gaspé) laquelle coule vers l’Est jusqu’au barachois de Douglastown ; ce dernier fait partie de la baie de Gaspé laquelle s'ouvre sur le littoral Ouest du golfe du Saint-Laurent.

## Géographie
La "rivière Saint-Jean Sud" prend sa source d'un petit lac entouré de montagnes, situés près de la limite du canton de Vondenvelden       et du canton de De Raudin, dans le territoire non organisé de Mont-Alexandre, dans les Monts Chic-Chocs. Cette source est située à :
- 76,3 km au sud du littoral Sud du Golfe du Saint-Laurent ;
- 49,4 km au Nord-Ouest du pont de la "Baie de Port-Daniel" ;
- 70,6 km à l'Ouest de la jetée du barachois de Douglastown.

Dans son cours supérieur sur 17,0 km, la rivière Saint-Jean Sud contourne le Mont Alexandre par l'Ouest, puis par le Nord. À partir de sa source, la "rivière Saint-Jean Sud" descend les montagnes en zones forestières sur 30,1 km, répartis selon les segments suivants :
- 1,5 km vers le Nord, dans le canton de De Vondenvelden, jusqu'à la décharge du Lac Camille (venant du Sud-Est) ;
- 2,7 km vers le Nord-Est, jusqu'à un ruisseau (venant du Nord) ;
- 3,0 km vers le Nord-Est, jusqu'au ruisseau Big Mountain (venant du Nord-Ouest) ;
- 4,0 km vers le Nord-Est dans une vallée de plus en plus encavée, jusqu'à la confluence du ruisseau Abe-Coffin (venant du Nord) ;
- 3,3 km vers l'Est dans une vallée encavée, jusqu'à la confluence du ruisseau Main Hollow (venant du Nord) ;
- 1,8 km vers le Sud-Est dans une vallée encavée, jusqu'à la confluence du ruisseau Albert (venant du Sud) ;
- 1,0 km vers l'Est dans une vallée encavée, jusqu'à la confluence d'un ruisseau (venant du Sud-Est) ;
- 3,4 km vers le Nord dans une vallée fortement encavée, jusqu'à la confluence d'un ruisseau (venant de l'Est) ;
- 1,5 km vers le Nord dans une vallée encavée, jusqu'à la confluence d'un ruisseau (venant de l'Ouest) ;
- 1,7 km vers le Nord dans une vallée encavée, jusqu'à la limite du canton de Sirois ;
- 6,2 km vers le Nord dans une vallée encavée, jusqu'à sa confluence[1].

La confluence de "Saint-Jean Sud" se déverse sur la rive Sud de la rivière Saint-Jean. Cette confluence est située à 3,2 km en amont de la confluence du ruisseau Sirois (venant du Nord) et en aval de la confluence de la rivière Saint-Jean Ouest.

## Toponymie
Le toponyme "rivière Saint-Jean Sud" a été officialisé le 5 décembre 1968 à la Commission de toponymie du Québec.